# The Sentinels
The Sentinels (von englisch sentinel ‚Wache, Wachposten‘) sind eine kleine Gruppe von Klippenfelsen vor der Nordküste Südgeorgiens. Sie liegen in der Einfahrt zur Bucht Godthul auf der Westseite der Barff-Halbinsel.
Bereits seit etwa 1912 ist ihre Existenz bekannt. Die erste präzise Kartierung und die deskriptive Benennung nahmen Wissenschaftler der britischen Discovery Investigations im Zuge von Vermessungen im Jahr 1929 vor.